# Ароси
Ароси (англ. Arosi language) — язык, на котором говорят в северо-западной части острова Сан-Кристобаль, располагающемся в восточной части Соломоновых островов.

## Генеалогическая и ареальная информация
Язык ароси принадлежит к австронезийской языковой семье. Его классификация:
```
Австронезийские
  Малайско-полинезийские
    Восточно-малайско-полинезийские
      Океанийские
        Языки юго-восточных Соломоновых островов
          Языки острова Сан-Кристобаль
```

На нём говорят в северо-западной части острова Сан-Кристобаль, коренное название которого - Макира и который находится в восточной части Соломоновых островов в провинции Макира-Улава. В частности, носители ароси проживают в деревне Онейбия (англ. Oneibia village) и в деревне Таватана (англ. Tawatana village).
На этом же острове в других его частях говорят на языках фагани (англ. Faghani), бауро (англ. Bauro, другое название англ. Tairaha) и кахуа (англ. Kahua). Ароси является австронезийским языком и имеет много общих лексических и структурных характеристик с другими австронезийскими языками восточных Соломоновых островов.
Ароси имеет три основных диалекта: северный, южный и западный (ванго (англ. Wango), на котором написана Библия и другие священные книги.

## Социолингвистическая информация
Число носителей составляет около 6750 человек.
Язык является стабильным, то есть все дети его изучают и используют для общения в семье. Не находится под угрозой исчезновения и используется  практически всеми носителями в каждой возрастной группе.
Официальным языком является английский, который также используется носителями. Уровень грамотности населения в ароси: 30 % - 60 %, в английском: 25 % - 50 %.

## Типологическая характеристика

### Тип (степень свободы) выражения грамматических значений
Язык ароси - синтетический язык, к корню могут присоединяться различные префиксы и суффиксы, однако часто одна морфема соответствует одному слову, а некоторые грамматические значения выражаются при помощи отдельных слов:
[A. Capell 1971: 17]
```
(1) 	e    noni  ai     ome-si-a     i    ruma
		the  man   FUT    see-TR-OBJ   the  house
	   ‘The man will see the house.’
	   ‘Мужчина увидит дом.’
```

### Характер границы между морфемами
В словах, состоящих из нескольких морфем, фузии не наблюдается, язык ароси агглютинативный:
[A. Capell 1971: 13]
```
(2)		ia  rei-a-na
		he  see-it-COMPL
	   ‘He has seen it.’
	   ‘Он это видел.’
```

### Локус маркирования в посессивной именной группе и в предикации
В посессивной именной группе используется нулевое маркирование, если принадлежность ‘неотчуждаемая’ (‘inalienable’). В этом случае в посессивной именной группе зависимый элемент предшествует посессору.
[A. Capell 1971: 60]
```
(3)		'uri   pipira
		 skin  bat 
  	    ‘skin of bat’
  	    ‘кожа летучей мыши’
```

```
(4)		'uri   ba'ewa 
		 skin  shark
        ‘skin of shark’
        ‘кожа акулы’
```

В других случаях используется зависимостное маркирование с помощью маркеров ‘i’ или ‘ni’ (аналог англ. ‘of’), между которыми нет значимых различий:
[A. Capell 1971: 61]
```
(4) 	gare  i   noni
        child of  man
       ‘child of man’
       ‘ребёнок мужчины’
```

```
(5)		bwara  ni  haka
		sail   of  boat
	   ‘sail of boat’
	   ‘парус лодки’
```

В предикации используется зависимостное маркирование. Маркерами субъекта выступают a, na, ’o (2 лицо), au (1 лицо), e (маркер существительного) и ai (3 лицо, единственное число, будущее время):
[A. Capell 1971: 15]
```
(6)		ia   urao    a     amara
	    the  woman   SBJ   barren
	   ‘The woman is barren.’
	   ‘Женщина бесплодна.’
```

```
(7)		i     bara      na   raha
	    the   gateway   SBJ  wide
	   ‘The gateway is wide.’
	   ‘Ворота широки.’
```

### Тип ролевой кодировки
Ароси имеет аккузативную ролевую кодировку, при которой подлежащее при переходном и непереходном глаголах противопоставляется дополнению:
[A. Capell 1971: 16]
```
(8) 	e      noni  a     boi
        DET    man   SBJ   came
       ‘A man came.’
       ‘Мужчина пришёл.’
```

```
(9)	    e       noni  a     rongoa  i    aoha   na  mawa
        DET     man   SBJ   heard   DET  sound  of  wind
       ‘A man heard the sound of the wind.’
       ‘Мужчина услышал звук крыла.’
```

## Языковые особенности

### Фонологические особенности
Фонемы /b/, /d/ и /g/ не назализированы, в отличие от большого количества других океанийских языков австронезийской семьи.
Все слоги в языке открытые, то есть единственные 2 варианта слога - это /V/ и /CV/.
[A. Capell 1971: 6]
```
V:  o/a/ni, ‘thus (quotation)’, ‘таким образом (цитата)’
CV: ta/ro/ha, ‘news’, ‘новость’
VV: aa/mi/a, ‘disturbed’, ‘нарушенный’; a/daau, ‘their(s)’, ‘их’.
```